# 2225 Serkowski
2225 Serkowski è un asteroide della fascia principale. Scoperto nel 1960, presenta un'orbita caratterizzata da un semiasse maggiore pari a 2,8553330 UA e da un'eccentricità di 0,0296077, inclinata di 3,26397° rispetto all'eclittica.